# 妖怪ウォッチ ゲラポリズム
『妖怪ウォッチ ゲラポリズム』（ようかいうぉっち げらぽりずむ）は、レベルファイブより2018年5月10日から配信中のスマートフォンゲームアプリ。

## 概要
iOS 9、Android 4.2以上対応。ジャンルはリズムアクションゲーム。『妖怪ウォッチ』シリーズの楽曲（主題歌・BGM）に合わせながらタップやスライド操作をしてプレイする。　
プレイには妖怪アーティスト5体でバンドユニットを編成する。各妖怪には担当楽器（ギター・ベース・ドラム・DJ・サックス・キーボード・アコーディオン）、属性（ラブリー・ワイルド・クール）、アピールわざ、リズムスキルが設定されている。各ゲームモードには楽器や属性との「相性」がある。
ステージクリアやスコアによって妖怪アーティストが「けいけんち」を得てレベルアップする。各楽曲でのスコア・コンボ数・クリア回数の各ランク達成でアイテムや「GP」（ゲラポイント）などを入手できる。GPと引き換えでもアイテム・楽曲・妖怪アーティストが入手できる。
『妖怪ウォッチ』シリーズのスマートフォンゲームとしては『ようかい体操第一 パズルだニャン』と同様、オフライン配信されており、有料アイテムは追加ともだち妖怪パックと追加楽曲パックの2種類のみとなっている。

## ゲームモード

### えんそう
- 自由に楽曲を選び、楽曲に合わせ画面上に現れる番号が振られたリズムボタンを順番にタップしていく。リズムボタンは通常のタップのほか、長押しやスライド、2箇所同時タップなどの操作をするものもある。
- 各楽曲は「かんたん」「ふつう」「むずかしい」の難易度が設定されており、クリアによって順次上位ステージがプレイできる。
- コンボが続くと、妖怪アーティストのアピールわざが自動で発動し高得点となる。
- ミスによって自分のゲージが0になる前にフルコーラス完奏できればクリア。

### ライブバトル
- 妖怪紅白への出場を目指し、エリアマップ上の「おじゃま妖怪」を攻略していくストーリーモード。
- ステージではおじゃま妖怪と向かい合う形で演奏し、おじゃま妖怪に「音撃」を当ててダメージを与える。楽曲に合わせながら、おじゃま妖怪の攻撃をかわしたりアピールわざを使うためのフリック操作での移動も必要となる。
- アピールわざは妖怪アーティストが最前列のアピールゾーンに入った時に任意で発動できる。連続タップによって、おじゃま妖怪に大ダメージを与えられる。
- フルコーラス終了前におじゃま妖怪をすべて倒せばステージクリア。クリア後に、おじゃま妖怪が妖怪メダルを渡し「ファン」となってくれる事がある。各エリアの最終ステージはボス妖怪との対戦となる。

## 収録曲
楽曲はゲーム中の条件達成によって追加される。
- ゲラゲラポーのうた
- ようかい体操第一
- 祭り囃子でゲラゲラポー
- ダン・ダン ドゥビ・ズバー!
- ゲラッポ・ダンストレイン
- ようかい体操第二
- 白いイカクウカ
- 宇宙ダンス!
- 地球人
- ふるさとジャポン
- 七人ミサキ
- 妖怪百鬼夜行
- 鬼時間 – 逃走中
- KJ Rap Live in -Club MONGEE-

- 妖怪ウォッチのテーマ
- 妖怪ウォッチバスターズのテーマ
- さくら住宅街
- vs 妖怪
- vs 妖怪 -2-
- vs へんな妖怪
- vs 和風な妖怪
- 事件発生!!
- 隠密・インポッシブル
- ドリアン佐藤のダンシング・ナイト・カーニバル
- vs メリケン妖怪
- vs ゴゴゴ・ゴッドファーザー
- vs 空想ユメミガチーノ
- 戦闘態勢![注釈 1]

### 有料追加曲
以下の追加楽曲パックで購入。各パックに歌入りとBGMの1曲ずつ収録されている（全曲のコンプリートパックも購入可）。
- その1 - 初恋峠でゲラゲラポー／北斗の犬のテーマ
- その2 - クワガタとカブトムシ／vs ぬらねいら
- その3 - アイドルはウーニャニャの件／キュートな妖怪登場
- その4 - 止まらない赤／出るか!? 必殺技!
- その5 - Shake Shake 黄金のShake／vs ウィスマロマン
- その6 - よかよかララバイ／よろこびのケータ

- その7 - ブリンブリン大旋風／妖怪軍師 ウィスベェのテーマ
- その8 - 照國神社の熊手／コマさん探検隊のテーマ
- その9 - ゆーがらお友達／ノースピスタ地区
- その10 - 独立宣言／vs カミナラス五郎
- その11 - 人生ドラマチック／進撃! ウィスパゲリオン!